# Pany
Pour les articles homonymes, voir Pany (homonymie).
Pany est un village de la vallée du Prättigau dans le canton suisse des Grisons.